# GJ 3021 b
GJ 3021 b (ou Gliese 3021 b) est une exoplanète à 57 années-lumière de la Terre dans la constellation de l'Hydre mâle. 
Son étoile est GJ 3021 et la planète a une inclinaison orbitale de 11,8°.
La planète est une géante gazeuse et elle orbite à environ 0,5 ua de son étoile.